# Timmersdala distrikt
Timmersdala distrikt är ett distrikt i Skövde kommun och Västra Götalands län. 
Distriktet ligger nordväst om Skövde. 

## Tidigare administrativ tillhörighet
Distriktet inrättades 2016 och utgörs av socknen Timmersdala i Skövde kommun.
Området motsvarar den omfattning Timmersdala församling hade vid årsskiftet 1999/2000.